# Tiento (Flamenco)
Der Tiento ist eine Form, ein Palo, des Flamenco, welche als „langsame Variante des Tangos“ bezeichnet werden kann.

## Begriff
Der Begriff wird meist im Plural gebraucht, Tientos. Die Tientos des Flamenco haben eine andere musikalische Form und Geschichte als der klassische Tiento.

## Geschichte
Die Tientos entwickelten sich in der zweiten Hälfte des 19. Jahrhunderts aus den Tangos des Flamenco. Die Urheberschaft wird Enrique el Mellizo zugeschrieben. Andere Quellen nennen Diego el Marrurro als ersten Spezialisten dieses Genres. Pepe el de la Matrona benannte El Mochuelo als Namensgeber. Einige Quellen vertreten die Auffassung, es sei umgekehrt: Die Tientos seien Vorgänger der Flamenco-Tangos gewesen; letztere seien gewissermaßen Tientos mit beschleunigtem Rhythmus.
Antonio Chacón werden folgende frühe Verse zugeschrieben:
| Me tiraste varios tientos por ver si me blandeabas y me contraste más firme que las murallas del alba. | Du hast mir einige Tientos hingeworfen, um zu sehen, ob ich weich werde, und hast mich stärker erlebt, als die Mauern von Alba. |

Adela Rabin schreibt die Verse allerdings einer Frau zu. Ein Liebhaber habe sie mit seinen Tientos erweichen wollen, sie aber sei standhaft geblieben. Das Wort alba müsse eigentlich großgeschrieben werden; gemeint sei die Stadt Alba Pompeia in Piemont, deren Mauern 1800 von napoleonischen Truppen geschleift wurden. Die Metapher beziehe sich auf die Standhaftigkeit und Ehrbarkeit der Frau. Chacón habe die Verse von seiner Mutter gelernt.

## Rhythmus und Charakter
Tientos sind gewissermaßen verlangsamte Tangos; der Grundtakt ist der gleiche 2/4-Takt wie in den Letzteren. Der Rhythmus wird häufig variiert, mit Wechseln zwischen 2/4- und 6/8-Takt. In den frühen Interpretationen von Antonio Chacón scheinen noch deutlich die rhythmischen Figuren des südamerikanischen Tango aus dem 19. Jahrhundert durch.
Ihr Charakter ist jedoch wesentlich ernster, von der emotionalen Stimmung her erinnern sie an die Soleá oder gar an die Seguiriya. Sie sind gewissermaßen die ernste, die Cante-jondo-Variante der Tangos: feierlich und lyrisch.

## Tonalität
Die Tonalität der Tientos folgt, wie üblich im Flamenco, der andalusischen Kadenz, mit gelegentlichen Einsprengseln in Dur.

## Verse
Die Strophen eines Tiento bestehen aus vier achtsilbigen Zeilen. Beim Gesang werden einige davon wiederholt, so dass sich das Schema 2-1-2-3-4-3-4 ergibt. Jeweils zwischen zwei Strophen wird ein dreizeiliger Refrain gesungen. Die Themen sind meist wesentlich dunkler und trauriger als in den Varianten des Tango.

## Aufführungsformen
Der Tiento wird üblicherweise mit Gitarre, Gesang und Rhythmusbegleitung vorgetragen, kann aber auch als Tanz interpretiert werden. Als Tanz ist er pathetisch und dramatisch. Es gibt auch rein instrumentale Interpretationen auf der Gitarre.

## Bekannte Interpreten
Herausragende Sänger von Tientos waren oder sind Tomás Pavón, Aurelio de Cádiz, Manolo Vargas, Antonio Mairena, Pepe de la Matrona, Bernardo el de los Lobitos, Manolo Caracol und Terremoto de Jerez sowie aus der jüngeren Generation Enrique Morente, Camarón de la Isla und El Lebrijano. Als weibliche Stimme zeichnete sich Carmen Linares mit ihren Interpretationen aus.
Als Schöpfer des Tiento als Tanzform gilt Joaquín el Feo. Als herausragende zeitgenössische Tiento-Tänzerin gilt Rosa Durán.
Luis Maravilla und Niño Ricardo sind als Komponisten herausragender Instrumental-Fassungen bekannt.